# Lányi Marietta
Lányi Marietta (1961 –) magyar tanító, iskolapedagógus, a Gyermekek Háza iskola létrehozója, a gyermekközpontú iskola jelentős hazai képviselője.

## Életpályája[1]
Lányi Marietta konzervatív, katolikus kisgazda politikus, Lányi Zsolt képviselő és lengyel nemesi származású édesanyja gyermekeként nőtt fel. Saját bevallása szerint elfogadó családi környezetben nevelkedett, ami meghatározta pedagógiai szemléletét.
1983-ban végzett a Budapesti Tanítóképző Főiskolán, majd több év tanítás után az ELTE Bölcsészettudományi Karának pedagógia szakán folytatta tanulmányait.
1991-ben indította el társaival a Gyermekek Háza Alternatív Alapozó Programot, amely 1993-tól hivatalosan is működési engedélyt kapott. A Gyermekek Háza állami intézményként Budapest II. kerületében működik. Az intézmény célja a gyermekek sokféleségéhez igazodó, differenciált és inkluzív oktatás megvalósítása volt.Az általa vezetett intézményben a sajátos nevelési igényű tanulók integrált oktatása már az 1990-es évek elején megvalósult, megelőzve a közoktatási törvény változásait.
A Gyermekek Háza 2019-ben gimnáziumi képzéssel bővült, így az intézmény az ország egyetlen állami fenntartású alternatív középiskolájává vált. Az iskola pedagógiai programja az empátiára, az elfogadásra és az önálló gondolkodásra épül, a tanulók szöveges értékelést kapnak, és a tanulás projektalapú, kooperatív módszerekkel történik.
Lányi Marietta az Apor Vilmos Katolikus Főiskolán óraadóként részt vesz a pedagógusképzésben, ahol az egyéni sajátosságokra érzékeny személyiségformálásról és az inkluzív pedagógiáról tart kurzusokat.

### Pedagógia hitvallása
„Célunk, hogy az iskola nyújtson minden gyermek, fiatal számára elfogadó, biztonságos környezetet, biztosítsa az egyéni tanulási út lehetőségét, és neveljen szabadságra, kreativitásra, önállóságra, gondolkodásra. Elfogadjuk, értékként kezeljük a különbségeket. Hiszünk abban, hogy minden gyermek értékek hordozója, joga van biztonságot, támogatást nyújtó iskolai környezetben tanulni.”

## Művei
- Lányi Marietta: Könyv az integrációról, SuliNova, 2007.
- Lányi Marietta-Kereszty Zsuzsa: Könyv a differenciálásról, Műszaki Könyvkiadó 2008.
- Lányi Marietta: Történetek a Gyermekek Házáról, 2016.

## Kitüntetései
- Zalabai Gábor-díj[4]
- Bárczy István-díj[4]
- Eötvös József-díj
- Magyar Köztársasági Ezüst Érdemkereszt (2004)